# Manoel Urbano
Manoel Urbano è un comune del Brasile nello Stato dell'Acre, parte della mesoregione di Vale do Acre e della microregione di Sena Madureira.